# Bernd Ulrich (Mathematiker)
Bernd Ulrich ist ein deutscher Mathematiker. 

## Leben
Er erwarb 1977 das Diplom an der Universität des Saarlandes. Nach der Promotion zum Dr. rer. nat. an der  Universität des Saarlandes 1980 bei Robert W. Berger lehrte er an der Michigan State University (Professor 1989–2001, Associate Professor 1986–1989, Assistant Professor 1984–1986). Seit 2001 ist er Professor an der Purdue University.
Seine Forschungsinteressen sind Kommutative Algebra und Algebraische Geometrie.